# Stausee Duschanzi
Der Stausee Duschanzi (bulgarisch язовир Душанци) liegt im Sredna-Gora-Gebirge, südlich des Balkangebirges in Zentralbulgarien. Der See befindet sich in der Nähe des gleichnamigen Dorfs in der Gemeinde Pirdop, ca. 90 km östlich von Sofia.
Die Staumauer kann bequem per Auto erreicht werden, wenn man der Straße Sofia–Sopot–Karlowo–Sliwen–Burgas folgt. Das Gebiet um den Stausee herum ist auf Grund der frischen Bergluft und der schönen Landschaft eine beliebte Gegend zum Wandern und Spaziergehen, für Picknicks, Wassersport und Angeln. Zum Baden ist er jedoch nicht geeignet, da das Wasser sehr kalt ist und plötzliche Untiefen enthält.
Der Fluss Topolniza, welcher den Stausee speist, ist ein weiterer geeigneter Ort zum Angeln.